# Bellevue (Švýcarsko)
Bellevue je obec na jihozápadě Švýcarska, v kantonu Ženeva. Žije zde přibližně 3 300 obyvatel.

## Geografie
Bellevue leží na severním břehu Ženevského jezera a v posledních dvou desetiletích se výrazně rozrostla kvůli nedostatku bytů v Ženevě.
Obec se skládá se z hlavní obce Bellevue a vesnic Vengeron, Les Tuileries, Valavran a Colovrex.

## Historie

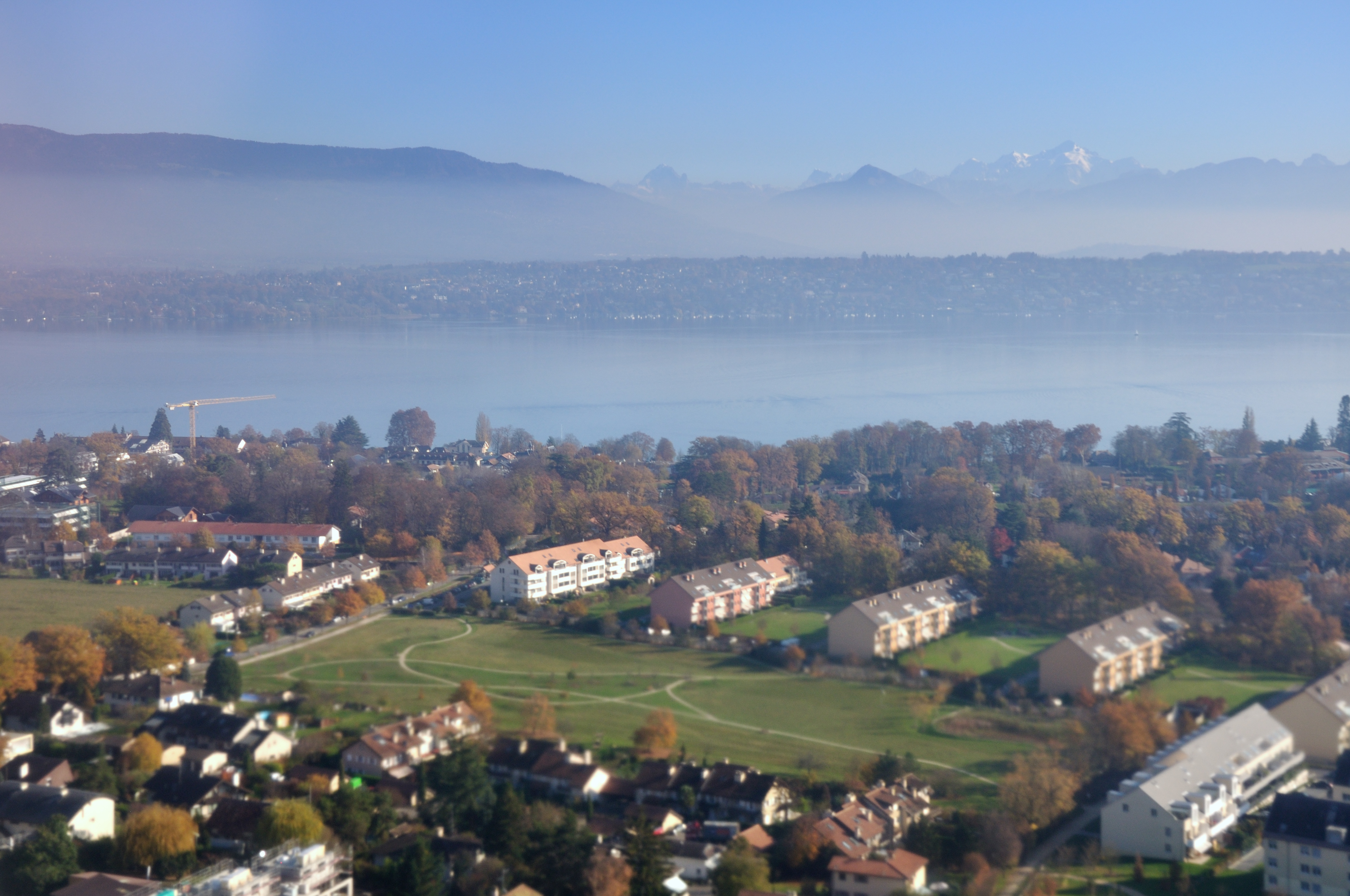
Pohled přes Colovrex a Bellevue k Ženevskému jezeru

Pod názvem Bellevue vznikla v roce 1855 obec s několika venkovskými statky reformovaných ženevských občanů. Z politických a náboženských důvodů se oddělila od katolické a venkovské obce Collex-Bossy.
Ve středověku patřilo Bellevue pánům z Gex jako součást léna Bâtie-Beauregard, zatímco Colovrex a Valavran podléhaly z větší části klášteru Saint-Victor. V roce 1536 přešlo léno pod bernskou správu. Následně sdílelo osud panství Pays de Gex: pod nadvládou Savojska v letech 1564–1590, Ženevy v letech 1590–1601 a Francie mezi lety 1601 a 1816. V roce 1816 byla obec začleněna do kantonu Ženeva.
Bellevue patřila k farnosti Collex. Po reformaci navštěvovali obyvatelé Bâtie-Beauregard bohoslužby v Ornex (dnes ve Francii). Po roce 1601 byly katolické bohoslužby znovu zavedeny v Ornex a Collex; od té doby konají protestanti z Bellevue své bohoslužby v Genthodu. Katolický kostel v Sainte-Rita byl postaven v letech 1962–1963. Před 19. stoletím zde nebylo žádné skutečné centrum obce. Obecní dům a škola byly postaveny v letech 1888–1889. Na železniční síť byla obec napojena v roce 1858. V letech 1901–1925 spojovala obec se Ženevou tramvajová trať, od roku 1991 je v provozu autobusová linka. V Bellevue se nachází několik obytných čtvrtí, postavených ve druhé polovině 20. století.

## Obyvatelstvo
| Vývoj počtu obyvatel | Vývoj počtu obyvatel | Vývoj počtu obyvatel | Vývoj počtu obyvatel | Vývoj počtu obyvatel | Vývoj počtu obyvatel | Vývoj počtu obyvatel | Vývoj počtu obyvatel | Vývoj počtu obyvatel | Vývoj počtu obyvatel | Vývoj počtu obyvatel | Vývoj počtu obyvatel |
| -------------------- | -------------------- | -------------------- | -------------------- | -------------------- | -------------------- | -------------------- | -------------------- | -------------------- | -------------------- | -------------------- | -------------------- |
| Rok                  | 1860                 | 1900                 | 1950                 | 2000                 | 2003                 | 2010                 | 2012                 | 2014                 | 2015                 | 2016                 | 2017                 |
| Počet obyvatel       | 324                  | 362                  | 684                  | 1801                 | 2677                 | 3165                 | 3200                 | 3236                 | 3260                 | 3348                 | 3346                 |

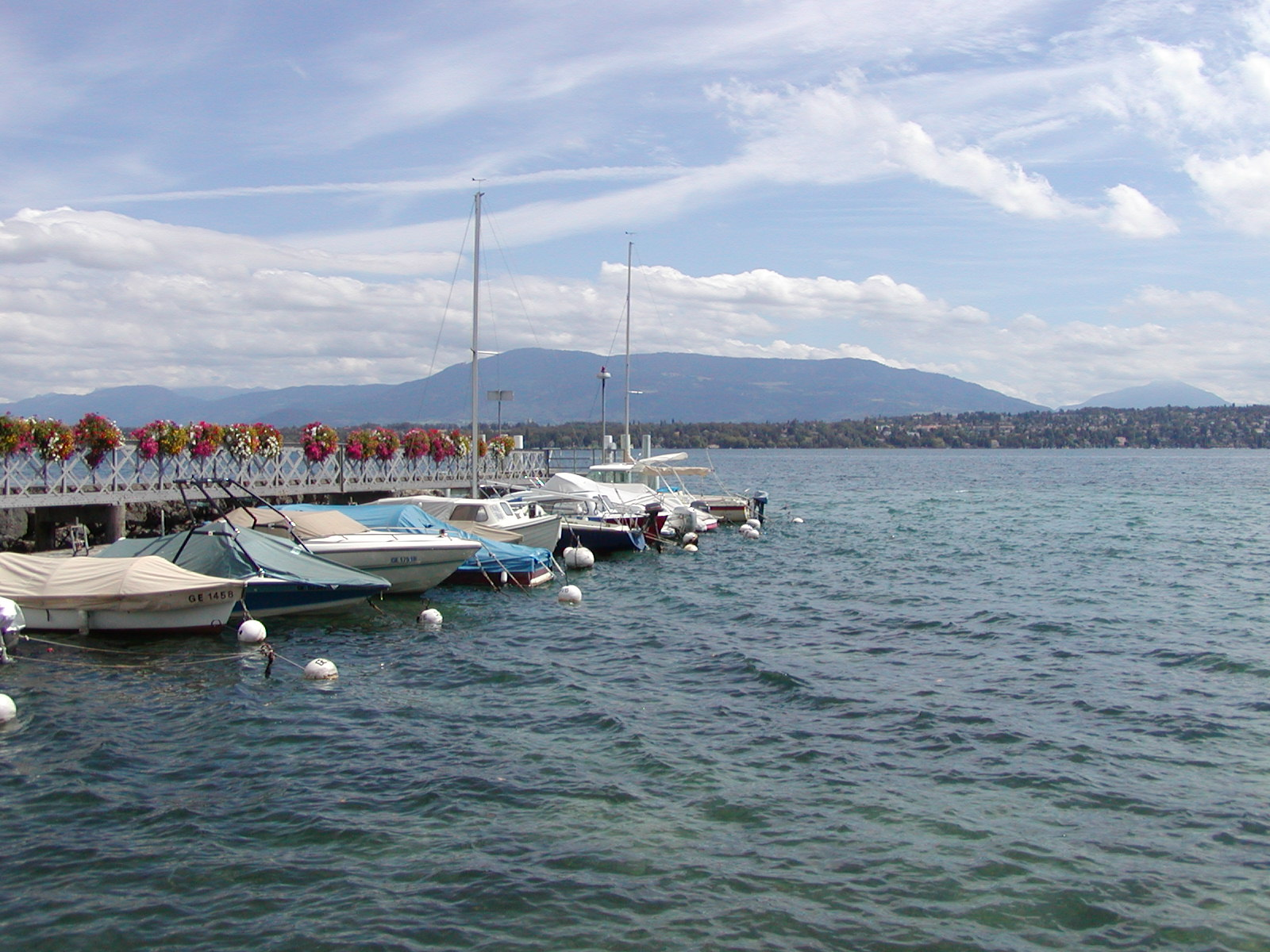
Přístaviště na Ženevském jezeře

Většina obyvatel (k roku 2000) hovoří francouzsky (1210, tj. 67,2 %), druhým nejčastějším jazykem je angličtina (263, tj. 14,6 %) a třetím němčina (93, tj. 5,2 %).

## Hospodářství
Za dob Staré švýcarské konfederace se zemědělství provozovalo převážně na velmi rozdrobených a malých statcích. Zhruba od roku 1736 až do konce 2. světové války zde byla cihelna. 
V Bellevue sídlí švýcarská skupina Richemont SA vyrábějící luxusní zboží a švýcarská bankovní skupina Bank Lombard Odier & Co.

## Doprava
Obec je napojena na síť městské hromadné dopravy v Ženevě autobusovými linkami. Železniční zastávka Genthod-Bellevue se nachází na trati Lausanne–Ženeva a je obsluhována v pravidelném intervalu regionálními vlaky.